# Теорія кілець
Теорія кілець — розділ загальної алгебри, що вивчає властивості кілець — алгебраїчних структур із додаванням і множенням, схожими за поведінкою із додаванням і множенням чисел. Виділяється два розділи теорії кілець: вивчення комутативних і некомутативних кілець.
Комутативні кільця в цілому краще досліджені, вони є основним предметом вивчення комутативної алгебри, яка є важливою частиною сучасної математики, що забезпечує інструментальні засоби для розвитку алгебраїчної геометрії і алгебраїчної теорії чисел. Ці три теорії настільки тісно пов'язані, що не завжди можлива вказівка, до якої області відноситься той чи інший результат, наприклад, теорема Гільберта про нулі грає фундаментальну роль в алгебраїчній геометрії, але формулюється і доводиться в термінах комутативної алгебри. Інший приклад — велика теорема Ферма, яка формулюється в термінах елементарної арифметики (що є частиною комутативної алгебри), але її доведення використовує глибокі результати як алгебраїчної геометрії, так і алгебраїчної теорії чисел.
Поведінка некомутативних кілець є складнішою, досить довгий час їх теорія розвивалася незалежно від комутативної алгебри, однак наприкінці XX століття виникла тенденція вибудовувати цю теорію більш геометричних чином, розглядаючи такі кільця як кільця функцій на (неіснуючих) «некомутативних просторах». Цей тренд зародився в 1980-х роках з появою некомутативної геометрії і відкриттям квантових груп, завдяки застосуванню методів цих теорій досягнуто краще розуміння некомутативних кілець, особливо некомутативних нетерових кілець.

## Деякі ключові результати
Загальні для всіх кілець:
- Теореми про ізоморфізми
- Лема Накаями

### Українською
- Гаврилків В. М. Елементи теорії груп та теорії кілець. — І.-Ф.  : Голіней, 2023. — 153 с.
- Курдаченко Л. А.; Кириченко В. В.; Семко М. М. (2005). Вибрані розділи алгебри та теорії чисел (PDF). Київ: Ін-т математики НАН України. с. 208. ISBN 966-337-036-X.

### Іншими мовами
- Атья М., Макдональд И. Введение в коммутативную алгебру. — Москва : Мир, 1972. — 160 с.(рос.)
- История теории колец на MacTutor Archive (англ.) [Архівовано 24 квітня 2017 у Wayback Machine.]
- R.B.J.T. Allenby (1991). Rings, Fields and Groups. Butterworth-Heinemann. ISBN 0-340-54440-6.
- Goodearl, K. R., Warfield, R. B., Jr., An introduction to noncommutative Noetherian rings. London Mathematical Society Student Texts, 16. Cambridge University Press, Cambridge, 1989. xviii+303 pp. — ISBN 0-521-36086-2
- Nathan Jacobson, The Theory of Rings. American Mathematical Society Mathematical Surveys, vol. I. American Mathematical Society, New York, 1943. vi+150 pp.
- Judson, Thomas W. (1997). Abstract Algebra:  Theory and Applications. Архів оригіналу за 4 липня 2013. Процитовано 8 травня 2019.
- McConnell, J. C.; Robson, J. C. Noncommutative Noetherian rings. Revised edition. Graduate Studies in Mathematics, 30. American Mathematical Society, Providence, RI, 2001. xx+636 pp. — ISBN 0-8218-2169-5